# Standing Sex
Standing Sex è un singolo del gruppo musicale giapponese X Japan, pubblicato nel 1991. Come Hitomi Shiratori, Miyukihime Igarashi (五十嵐美由姫) non è altro che Yoshiki sotto pseudonimo.

## Tracce
1. Standing Sex - 4:24 -  (Miyukihime Igarashi - YOSHIKI)
2. Joker - 4:51  (Hide - Hide)

## Formazione
- Toshi - voce
- Taiji - basso
- Pata - chitarra
- Hide - chitarra
- Yoshiki - batteria & pianoforte